# Mehmet Okur
Mehmet Murat Okur (Yalova, 26 mei 1979) is een Turkse voormalig basketballer die met de Detroit Pistons het NBA kampioenschap won in het seizoen 2003-04.

## Carrière
Okur begon met basketballen in Bursa bij Oyak Renault. In 1996-1997 promoveerde hij met Oyak Renault naar de hoogste klasse in Turkije. Van 1998 tot 2000 speelde hij voor Tofaş BK. In 2000 ging hij spelen voor het Turkse Anadolu Efes, hij stelde zich in 2001 kandidaat voor de draft en werd als 38e gekozen door de Detroit Pistons. Hij tekende pas in 2002 een contract bij de Pistons waar hij twee seizoenen speelde en kampioen werd in de NBA. 
In 2004 tekende hij bij Utah Jazz waar hij van 2004 tot 2011 speelde en in het seizoen 2006/07 werd geselecteerd voor de NBA All Star. Tijdens de lockout in 2011 vertrok hij voor een deel van het seizoen naar het Turkse Türk Telekom BK. Hij werd in 2011 geruild naar de New Jersey Nets voor een draftpick. Hij werd na een seizoen geruild naar de Portland Trail Blazers samen met Shawne Williams en een draftpick voor Gerald Wallace. Die zelfde week werd zijn contract nog ontbonden.

## Erelijst
- NBA-kampioen: 2004
- NBA All Star: 2007
- Turks landskampioen: 1999, 2000, 2002
- Turks bekerwinnaar: 1999, 2000, 2001, 2002
- Turkse supercup: 1999, 2000

## Statistieken

### Regulier seizoen
| Seizoen  | Team            | WG  | WS  | MPW  | 2P%   | 3P%  | FW%  | RPW | APW | SPW | BPW | PPW  |
| -------- | --------------- | --- | --- | ---- | ----- | ---- | ---- | --- | --- | --- | --- | ---- |
| 2002/03  | Detroit Pistons | 72  | 9   | 19,0 | 42,6  | 33,9 | 73,3 | 4,7 | 1,0 | 0,3 | 0,5 | 6,9  |
| 2003/04  | Detroit Pistons | 71  | 33  | 22,3 | 46,3  | 37,5 | 77,5 | 5,9 | 1,0 | 0,5 | 0,9 | 9,6  |
| 2004/05  | Utah Jazz       | 82  | 25  | 28,1 | 46,8  | 27,0 | 85,0 | 7,5 | 2,0 | 0,4 | 0,8 | 12,9 |
| 2005/06  | Utah Jazz       | 82  | 82  | 35,9 | 46,0  | 34,2 | 78,0 | 9,1 | 2,4 | 0,5 | 0,9 | 18,0 |
| 2006/07  | Utah Jazz       | 80  | 80  | 33,3 | 46,2  | 38,4 | 76,5 | 7,2 | 2,0 | 0,5 | 0,5 | 17,6 |
| 2007/08  | Utah Jazz       | 72  | 72  | 33,2 | 44,5  | 38,8 | 80,4 | 7,7 | 2,0 | 0,8 | 0,4 | 14,5 |
| 2008/09  | Utah Jazz       | 72  | 72  | 33,5 | 48,5  | 44,6 | 81,7 | 7,7 | 1,7 | 0,8 | 0,7 | 17,0 |
| 2009/10  | Utah Jazz       | 73  | 73  | 29,4 | 45,8  | 38,5 | 82,0 | 7,1 | 1,6 | 0,5 | 1,1 | 13,5 |
| 2010/11  | Utah Jazz       | 13  | 0   | 12,9 | 35,5  | 31,3 | 75,0 | 2,3 | 1,5 | 0,3 | 0,3 | 4,9  |
| 2011/12  | New Jersey Nets | 17  | 14  | 26,7 | 37,4  | 31,9 | 60,0 | 4,8 | 1,8 | 0,5 | 0,3 | 7,6  |
| Carrière | Carrière        | 634 | 460 | 29,1 | 45,8  | 37,5 | 79,7 | 7,0 | 1,7 | 0,5 | 0,7 | 13,5 |
| All Star | All Star        | 1   | 0   | 15,0 | 100,0 | 0,0  | 0,0  | 2,0 | 1,0 | 0,0 | 0,0 | 4,0  |

### Play-offs
| Seizoen  | Team            | WG | WS | MPW  | 2P%   | 3P%   | FW%   | RPW  | APW | SPW | BPW | PPW  |
| -------- | --------------- | -- | -- | ---- | ----- | ----- | ----- | ---- | --- | --- | --- | ---- |
| 2002/03  | Detroit Pistons | 17 | 0  | 19,0 | 43,8  | 53,8  | 53,1  | 4,1  | 0,8 | 0,7 | 0,7 | 5,5  |
| 2003/04  | Detroit Pistons | 22 | 0  | 11,5 | 47,0  | 40,0  | 69,2  | 2,8  | 0,4 | 0,2 | 0,4 | 3,7  |
| 2006/07  | Utah Jazz       | 17 | 17 | 34,4 | 38,8  | 31,6  | 78,6  | 7,8  | 1,8 | 1,4 | 0,9 | 11,8 |
| 2007/08  | Utah Jazz       | 12 | 12 | 38,5 | 42,3  | 37,3  | 77,3  | 11,8 | 1,9 | 0,7 | 0,7 | 15,4 |
| 2008/09  | Utah Jazz       | 2  | 2  | 21,5 | 16,7  | 33,3  | 75,0  | 5,0  | 2,0 | 0,0 | 0,5 | 4,0  |
| 2009/10  | Utah Jazz       | 1  | 1  | 11,0 | 100,0 | 100,0 | 100,0 | 2,0  | 0,0 | 0,0 | 0,0 | 7,0  |
| Carrière | Carrière        | 71 | 32 | 23,6 | 41,5  | 36,2  | 71,3  | 5,9  | 1,1 | 0,7 | 0,6 | 8,1  |

1 Billups · 
3 B. Wallace · 
7 James · 
8 Ham · 
10 Hunter · 
13 Okur · 
22 Prince · 
31 Miličić · 
32 Hamilton · 
34 Williamson · 
36 R. Wallace · 
41 Campbell · 
Coach Brown